# 内湯

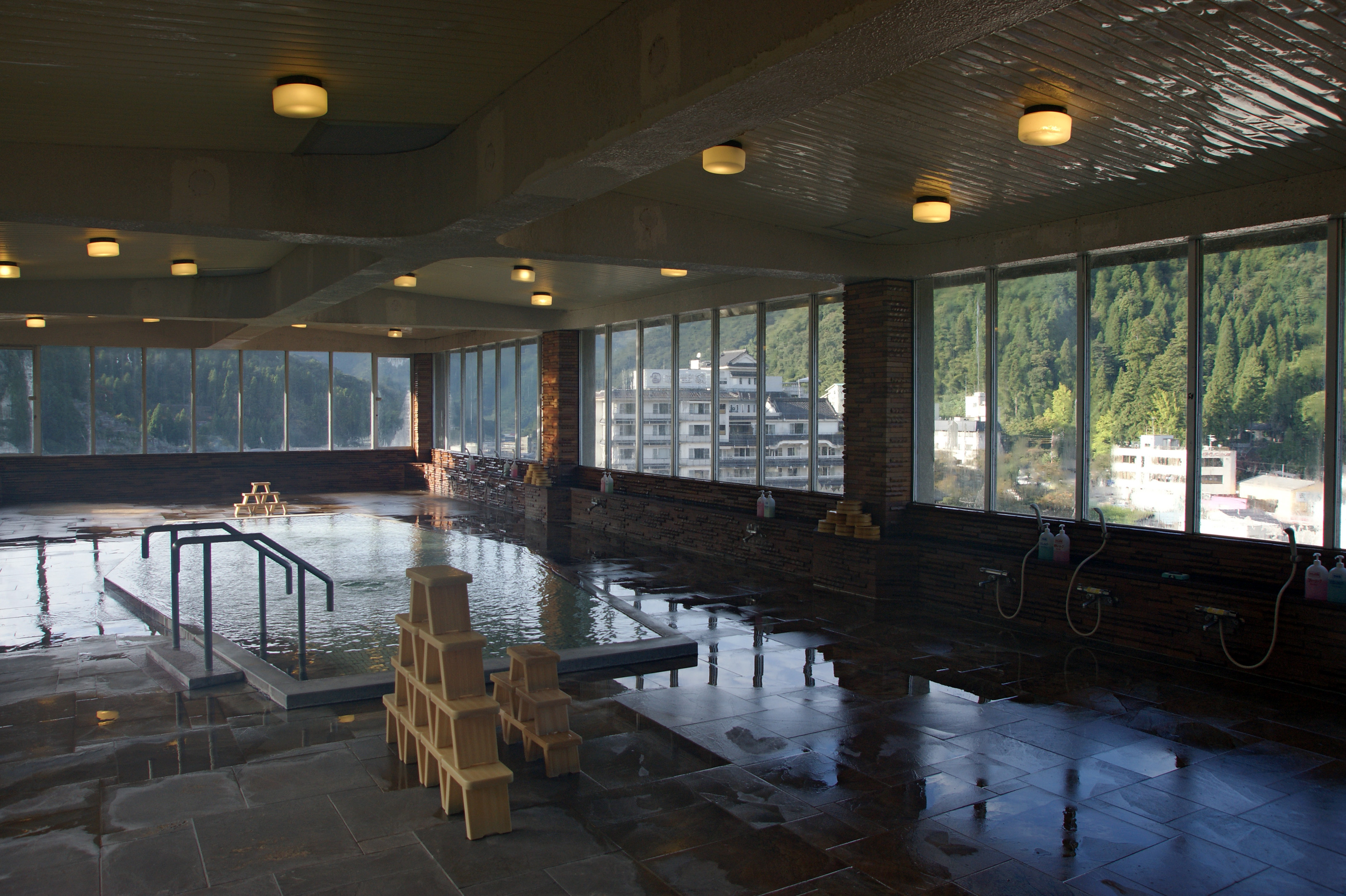
内湯の例

内湯（うちゆ）とは、温泉資源利用の一形態。温泉地の旅館等の宿泊施設に直接温泉を引き各施設内に温泉浴場を設置した形態をいう。温泉地内（湯元）に共同の浴場（共同湯）として設けられる外湯の対義語である。

## 概要
外湯と内湯の組み合わせは温泉地により異なり、温泉地の中心部に外湯を設ける例、温泉地の各所に湧出する泉源に外湯を設ける例、外湯と内湯が混在する例、内湯利用のみとする例の4つの型に分けられる。
機械による汲み上げが未だ無かった近世の温泉地では、湧出量が少なければ外湯として利用するほかなかった。湧出量が豊富な温泉地では内湯として旅館内に温泉浴場を設け、そのような旅館は「内湯旅館」として他の旅館とは区別された。ただし、温泉資源が豊富な温泉地でも内湯利用を厳しく制限した例もあり、例えば熱海温泉では内湯利用に株が設定されていた。
近世には温泉療養（湯治客）が温泉利用の中心だったが、明治時代以降になり観光行楽目的の利用客が増えたことで内湯が日本全国に普及した。さらにその後、内湯に分湯された温泉は、大浴場、家族風呂、個室バスなどに分割して使用されるようになり温泉の細分利用が進んだ。
なお、屋外にある露天風呂と区別する意味で「内湯」を使用する例もある。